# Pyrolycus
Pyrolycus is een geslacht van straalvinnige vissen uit de familie van puitalen (Zoarcidae).

## Soorten
- Pyrolycus manusanus Machida & Hashimoto, 2002
- Pyrolycus moelleri Anderson, 2006